# ليفي كريس
ليفي كريس (بالإنجليزية: Levi Kreis)‏ هو عازف بيانو ومغني وكاتب أغاني وممثل أمريكي، ولد في 4 نوفمبر 1981 في الولايات المتحدة.

## وصلات خارجية
- ليفي كريس على موقع IMDb (الإنجليزية)
- ليفي كريس على موقع قاعدة بيانات برودواي على الإنترنت (الإنجليزية)
- ليفي كريس على موقع قاعدة بيانات الفيلم (الإنجليزية)